# 錫達米爾斯 (明尼蘇達州)
錫達米爾斯（英語：Cedar Mills）是一個位於美國明尼蘇達州米克縣的城市。

## 人口
根據2020年美國人口普查的數據，錫達米爾斯的面積為0.83平方千米，皆為陸地。當地共有人口62人，而人口密度為每平方千米75人。